# Yusuf Estes

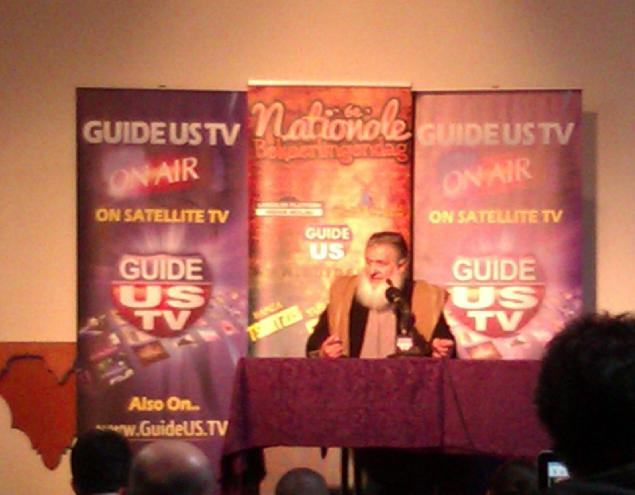
Estes im Jahr 2013

Yusuf Estes, eigentlich Joseph Estes (* 1944) ist ein US-amerikanischer Prediger, der im Jahr 1991 vom Christentum zum Islam übertrat. In den 1990er Jahren war Estes als Seelsorger für das Federal Bureau of Prisons tätig. Außerdem war Estes Delegierter beim United Nations World Peace Conference for Religious Leaders, die im Jahr 2000 abgehalten wurde und ist Gründer und Direktor des Fernsehsenders GuideUS TV.
Aktiv in der islamischen Missionierung in den USA, wirkt Estes oft als Gast-Moderator und Redner auf verschiedenen islamischen Veranstaltungen mit und wird zu verschiedenen, im Satellitenfernsehen ausgestrahlten Fernsehsendungen eingeladen. Beim Dubai International Holy Quran Award wurde er im August 2012 zur wichtigsten islamischen Persönlichkeit des Jahres 2012 ernannt.